# La princesa del Nadal
La princesa del Nadal (títol original en anglès, A Winter Princess) una pel·lícula romàntica nadalenca estatunidenca del 2019 dirigida per Allan Harmon. La pel·lícula va ser produïda per Hallmark Entertainment per a la saga de pel·lícules originals de Hallmark Channel. S'ha doblat i subtitulat al català.
El rodatge va tenir lloc a l'estació d'esquí Big White de Kelowna, a la Colúmbia Britànica.